# Снимки за спомен
„Снимки за спомен“ е български игрален филм (драма) от 1979 година на режисьора Румен Сурджийски. Сценаристи на филма са Атанас Ценев и Димитър Димитров. Сценарият е базиран на романа „Моето първо лято“ на Емил Манов.  Оператор на филма е Вячеслав Анев. Художник е Иван Апостолов. Музиката е композирана от Божидар Петков. Филмът е заснет в София, в сградата на днешната Национална финансово-стопанска гимназия, в квартал „Лозенец“. Първата му прожекция се състои на 13 август 1979 г.

## Синопсис
„Снимки за спомен“ е един младежки филм , който показва неизбежните премеждия и перипети, през които преминават юношите в нелеката училищна среда. Премеждия, които подлагат на изпитания понятия, като приятелство, чест и достойнство. Изпитания, които ще останат в съзнанието на всеки един от нас като снимки – спомен за цял един живот.

## Актьорски състав
- Елена Димитрова – Сашка
- Светлана Атанасова – Николина
- Михаил Михайлов – Михайл
- Искра Генкова – Роза
- Мая Владигерова – Майката
- Рашко Младенов – Станимир
- Славка Славова – Филева, учителката по литература
- Стефан Илиев – Тодоров
- Юрий Яковлев – Бащата на Николина
- Мария Стефанова – майката на Сашка
- Атанас Божинов
- Любен Петров
- Валентин Гаджоков
- Бойка Велкова

## Рецензии
| „                                                          | В лицето на Румен Сурджийски и на екранизаторите на романа – Атанас Ценев и Димитър Димитров, както и на останалите създатели на филма, повестта на Емил Манов е намерила верни тълкуватели и съмишленици. Повестта, която преди години предизвика толкова жив отзвук сред нашите читатели, претворена на екрана, сега ще се отнесе към многократно повече зрители. Манов, Сурджийски и останалите създатели на филма явно не желаят да ни галят, успокояват, приспиват с идилистични истории и щастливи завършеци. Те ни безпокоят с драма на съвестта. Техният филм е от онези правдиви, честни творби, които без натрапчива поучителност, но решително и безкомпрромисно, воюват за правдата и се стремят да събудят у нас добри чувства. Румен Сурджийски доказва, че притежава остра наблюдаделност, спрямо духовните явления в нашето общество и към проблемите на времето, в което живеем. | “ |
| АЛЕКСАНДЪР АЛЕКСАНДРОВ, вестник „Народна Култура“, 1979 г. | |   |